# Булатець
Була́тець — річка в Україні, в межах Лубенського району Полтавської області. Права притока річки Сули (басейн Дніпра).  

## Опис
Довжина річки 17 км, 61,5 км². Долина у верхній течії вузька, глибока. Річище слабозвивисте (в пониззі більш звивисте). Заплава у пригирловій частині заболочена. Похил річки 3,6 м/км. 

## Розташування
Булатець бере початока на північ від села Вищий Булатець. Тече переважно на південний схід. Впадає до Сули на південь від села Терни, що на південь від міста Лубен. 
Річка протікає через села: Вищий Булатець, Нижній Булатець, Терни, а також при південно-західній околиці Лубен.